# Първа родопска бригада „Георги Димитров“
Първа родопска бригада „Георги Димитров“ е подразделение на Втора Пловдивска въстаническа оперативна зона на НОВА по време на комунистическото партизанско движение в България (1941 – 1944). Действа в района на Родопите.

## История
Началото на Първа родопска бригада „Георги Димитров“ е положено през април 1944 г. Оцелелите 18 партизани от разгрома на Родопския партизански отряд „Антон Иванов“ се събират в местността „Синия камък“. Създават Партизанска дружина „Кочо Честименски“. Бързо увеличава състава си и е подразделена на три чети. Командир на дружината е Андон Шопов (Рачо), политкомисар Аргир Стоилов. Действа в района южно от река Марица и западно от Чепеларската река до гр. Брацигово, гр. Пещера и гр. Батак.
Извършва бойни акции в с. Чукрен, местността „Скобелево“, ж. п. моста при с. Кадиево и др. До юли 1944 г. дружината многократно увеличава числения си състав и прераства в Първа родопска бригада „Георги Димитров“. Командир на бригадата е Андон Шопов (Рачо), политкомисар Илия Кръстев (Дойчин).  Бригадата издава свой вестник „Въстаническа борба“.
Провежда акции в с. Добралък, с. Ситово, горския пункт при с. Кадиево, мандрата и стопанството на връх „Голям Персенк“. Води тежки боеве с правителствени части на 4 юни 1944 г. на връх „Юрукалан“, на 23 юли на връх „Голям Персенк“, на 4 септември на връх „Модър тепе“. Част от партизаните слизат на юг към Гърция, за да се свържат с партизански части на ЕЛАС и за оръжие.
На 9 септември 1944 г. бригадата участва в установяването на властта на ОФ в Пловдивско.

## Численост и състав
Общият брой на всички участвали в бригадата партизани е 172 души, включително четирима дезертирали и предали се на властта. От останалите 168 души 12 при постъпването си са под 18-годишна възраст, 19 са жени. Най-младият партизанин е на 15 години. Членове на БКП са 101 души, на РМС – 57, а 10 са безпартийни. Четиримата дезертирали са членове на РМС. От комунистите трима са бивши членове на ВМРО. Един от партизаните, Иван Бураджийски е криминален престъпник, включил се в партизанското движение след бягство от затвора. Осем са българомохамедани (5 от Лясково, 2 от Брезе и един от Забърдо), десет са евреи, а един – арменец.
Загиват 21 души, от които 18 в сражение, а трима – след като са заловени живи. На 9 септември 1944 г. бригадата наброява 135 души.
След Деветосептемврийския преврат от 1944 г. 33 от участвалите в отряда постъпват в Българската армия, 31 – в милицията, 21 са партийни работници, 15 стават служители в администрацията, 9 – ръководни стопански кадри.